# Conservatorio Statale di Musica „Gioachino Rossini“
Das Conservatorio Statale di Musica „Gioachino Rossini“ ist ein Konservatorium in Pesaro, Italien.

## Beschreibung
Das Konservatorium wurde 1869 mit einem Legat aus dem Nachlass des Komponisten Gioachino Rossini gegründet und 1882  mit 67 Studenten eröffnet. Später wurde es zunächst als Liceo musicale Rossini bekannt. Der Sitz ist der Palazzo Olivieri-Machirelli aus dem 18. Jahrhundert auf der Piazza Oliveri in Pesaro. Hier befindet sich das Gioachino-Rossini-Denkmal.
2010 hatte es  ungefähr 850 Studenten, die auf den Erwerb höherer Diplome in Gesang, instrumentaler Aufführung, Komposition, Musikwissenschaft, Chorleitung, Jazz oder elektronischer Musik studieren. Das Konservatorium bildet auch Musiklehrer für weiterführende Schulen aus und es werden dort regelmäßig Meisterkurse abgehalten. Zu den früheren Absolventen zählen die Komponisten Carlo Pedrotti, Pietro Mascagni, Riccardo Zandonai, Mezio Agostini und Franco Alfano. Mascagnis Oper Zanetto wurde 1896 am Conservatorio uraufgeführt.